# 劉濬
劉濬（429年—453年6月16日），字休明，小名虎頭。宋文帝劉義隆次子，潘淑妃所生。據說在他出生前夕，有鵩鳥在屋頂鳴叫，讓聽見的人都感到厭惡。因為潘淑妃寵冠六宮，再加上劉濬長相非常俊美、愛好文學，劉義隆對這個兒子也格外注重。皇后袁齊媯因為嫉妒潘淑妃，怨恨而死，使其子劉劭對潘淑妃母子也沒有好感。於是劉濬設法奉承，與之交好，最後兄弟反而由冤家成為死黨。
刘濬封始兴王。劉義隆對孩子們溺愛有加，劉濬与異母妹妹海鹽公主通姦，事發之後劉義隆并不怪罪他們，劉義隆反而認為是海鹽公主的母親蔣美人攛掇了自己一雙兒女鬧出醜事，所以殺了蔣美人頂罪，而潘淑妃更是惱火，認為是海鹽公主母女倆帶壞了自己的兒子，自此之後海鹽公主在宮中的日子就十分不好過了。劉劭與劉濬聯手劉劭的胞姐東陽公主劉英娥，以巫蠱方式要致劉義隆於死，事跡敗露，劉義隆并不懲罰，反而很感慨的對潘淑妃說：「太子貪圖富貴，還有道理。但是虎頭也這樣，我怎麼想也想不透。你們母子倆，怎能一天沒有我？」劉濬後來將女巫嚴道育接回家藏匿，也被揭發，使劉義隆又是難過又是生氣，揚言要處置劉劭與劉濬兄弟，廢劉劭的太子之位以及賜死劉濬。潘淑妃為此哭著要劉濬不如先殺了她，免得看到他大難臨頭，劉濬卻對母親的態度，感到不以為然。後來，他向劉劭透露劉義隆廢太子的意圖，兄弟遂發動政變，弒劉義隆。劉劭又派兵殺潘淑妃，並告訴劉濬說潘淑妃死於亂軍之手，劉濬竟說：「這是下情所願，死何足惜。」
劉劭稱帝不久，即被弟弟劉駿所討。刘濬奉刘劭命杀了江夏王劉義恭诸子。刘劭败亡，劉濬在往南逃亡的途中，遇到刘义恭。劉濬問道：「南中郎（劉駿）現在在做什麼？」劉義恭回答：「四海沒有統治者，經過百官的請求，皇上已經順應群心，君臨萬國了。」劉濬又問：「虎頭是不是來得太晚了？」劉義恭說：「當然太晚了。」劉濬再問：「我能免於一死嗎？」劉義恭說：「你可以自己到行宮去請罪。」劉濬問：「不知能不能賜我一官半職，讓我效力？」劉義恭說：「這我可不敢說。」於是，劉義恭帶著劉濬一道同行，就在半途將他斬首。
劉劭與劉濬被殺後，劉劭的四個兒子與劉濬的三個兒子也一起被梟首示眾，曝屍於市。至於他們家的女眷，包括妻妾女兒，皆在獄中賜死。只有劉濬的妻子褚氏，因為其父褚湛之與兄褚淵投降劉駿，因此劉濬與她離婚，故倖免於難。後來將劉劭與劉濬的屍體投入江水，其他同謀者皆伏誅。
《宋书》将刘濬和刘劭合传为《二凶传》。

## 子
1. 刘长文
2. 刘长仁
3. 刘长道

## 延伸阅读
[在维基数据编辑]
 《宋書/卷99》，出自沈约《宋书》